# Steirastoma lycaon
Steirastoma lycaon es una especie de escarabajo del género Steirastoma, familia Cerambycidae. Fue descrita científicamente por Pascoe en 1866.
Se distribuye por Colombia. Posee una longitud corporal de 13,5 milímetros.